# Tutto qui (Gazzelle)
Tutto qui è un singolo del cantante italiano Gazzelle, pubblicato il 7 febbraio 2024 come primo estratto dal quinto album in studio Indi.
Il brano è stato presentato in gara durante la 74ª edizione del Festival di Sanremo, dove si è classificato all'undicesimo posto al termine della kermesse musicale.

## Video musicale
Il video, diretto da Bendo, è stato pubblicato in concomitanza del lancio del singolo sul canale YouTube della Maciste Dischi.
La co-coprotagonista del videoclip, è l'attrice e modella italiana Giulia Maenza.
Le riprese in esterno del video sono girate a Bordeaux in Francia. 

## Tracce
Testi e musiche di Flavio Pardini e Federico Nardelli.
1. Tutto qui – 3:31

## Classifiche

### Classifiche settimanali
| Classifica (2024) | Posizione massima |
| ----------------- | ----------------- |
| Italia            | 6                 |

### Classifiche di fine anno
| Classifica (2024) | Posizione |
| ----------------- | --------- |
| Italia            | 36        |